# Philip Corbet
Philip Corbet   (Shrewsbury, 1802 - Bitterne, 18 de juliol de 1877) fou un pintor retratista anglès del segle xix.

## Biografia
Es va formar a la Royal Academy Schools el 1821 on es va convertir en un amic de l'escultor de Shropshire Thomas Carline, i es va casar amb la seva germana Jane. Mentre era a l'acadèmia, el seu retrat va ser pintat pel seu president, el pintor Martin Archer Shee, el 1823. El 1830 va viatjar als Països Baixos amb Carline. D'aquest període, el Museu Teyler en té diversos retrats en la seva col·lecció. El Museu i Galeria d'Art Shrewsbury també té diverses de les seves obres.